# Cola Debrot

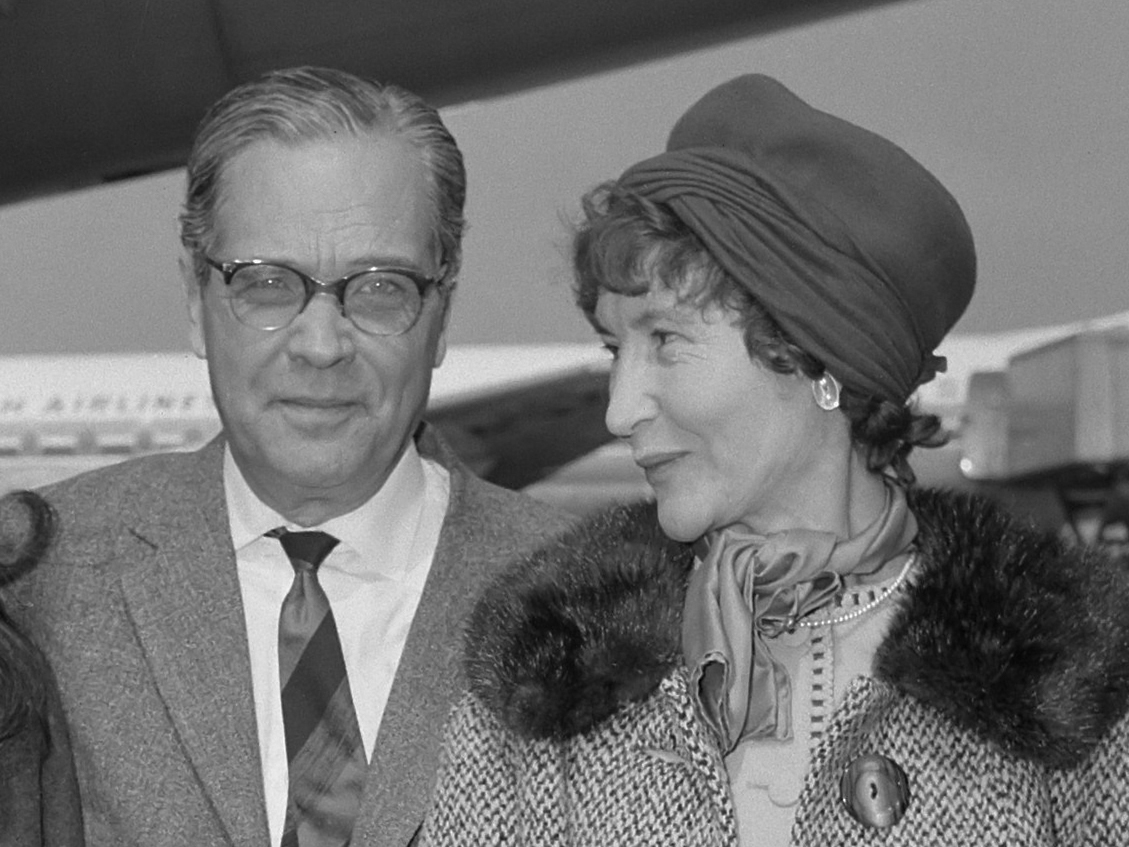
Gouverneur Nicolaas Debrot (1963)

Nicolaas (Cola) Debrot (* 4. Mai 1902 in Kralendijk; † 3. Dezember 1981 in Amsterdam) war ein niederländischer Schriftsteller, Anwalt, Politiker und zwischen 1962 und 1970 der Generalgouverneur der Niederländischen Antillen.

## Biografie
Debrot wurde als Sohn eines Plantagenbesitzers geboren. Im Jahre 1904 zog er mit seiner Familie von Bonaire nach Curaçao und dann später mit 14 in die Niederlande, um dort in die Schule zu gehen. Er besuchte die Sekundarschule und später dann die Universität Utrecht. Er studierte Jura und Medizin und begann nach dem Studium mit seiner Karriere als Schriftsteller. In den späten 1940er Jahren kehrte er nach Curaçao zurück, wo er zunächst weiter als Schriftsteller tätig war.
Debrot war ebenfalls aktiv in der Politik involviert. 1952 wurde er zum Minister der Niederländischen Antillen im Niederländischen Ministerrat ernannt. Als solcher war er maßgeblich an der Reformierung der Beziehung zwischen den Niederlanden, Suriname und den Antillen beteiligt. Im Jahre 1962 wurde er dann zum Generalgouverneur der Niederländischen Antillen ernannt. Er war der erste Amtsinhaber, der selbst in den Antillen geboren wurde. 1970 trat er in den Ruhestand um weiter schriftstellerisch tätig zu sein.

## Cola Debrot Auszeichnung
1968 entschied die Regierung von Curaçao einen jährlichen Preis zu Ehren Debrots zu stiften. Der Preis kann für Musik, Literatur oder Wissenschaft vergeben werden.